# Georges Boba
 Georges Boba, aussi appelé « Maître Georges », est un peintre et un graveur né à Reims et actif en France au XVIe siècle.
Il est connu pour le portrait du cardinal de Lorraine. Selon Adhémar le cardinal l'aurait fait venir de Venise où il l'aurait rencontré, Boba étant élève du Titien selon certains ou de Frans Floris selon d'autres. À son arrivée en France, il participa à la décoration du château de Joinville puis à celui de Meudon. Le cardinal l'envoie en Italie faire l'achat de tableaux pour la cathédrale de Reims ; il fait ainsi les acquisitions d'une Nativité du Titien, d'une Apparition du Christ à Madeleine de Tintoret, une Scène  de Girolamo Muziano ainsi qu'un Christ aux anges de Taddeo Zuccaro.
En 1560, il peint le portrait de Jacques-Auguste de Thou jeune, qui le cite dans ses Mémoires comme le peintre du cardinal de Lorraine « Georges le Vénitien ».

## Œuvres
Selon Remi Belleau[réf. nécessaire] :
- Mme Delacourcelle
- La bergerie
- Le voyage d'une jeunesse française en Italie
- Une allégorie de la chasteté,
- La France désolée[N 2]

Selon Félix Herbert :
- Six femmes priant Cérès
- Un homme décapité
- Un arbre abattu par des soldats
- Un triomphe de Cérès

Cité par Charles Loriquet, Catalogue historique & descriptif du musée de Reims, Reims, 1881.
- N° 8, P. C. Cliquot, maître des bombardiers à Reims, bois, 0,85  x 0,65.
- N° 9, Raoul Copillon, notaire royal en 1599, échevin de la ville de Reims, bois, 0,54 x 0,40.
- N° 10, Julien Pillois, lieutenant des habitants en 1592 et 1593, bois, 0,53 x 0,33.
- N°11 Le Christ debout et portant sa croix, toile, 2,60 x 1,15.
- N° 12 Charles de Lorraine, cardinal, archevêque de Reims, copie, 0,52 x 0,40.

Du n° 13 au n° 17, plusieurs tableaux de l'école de Boba. 

Œuvres de Georges Boba
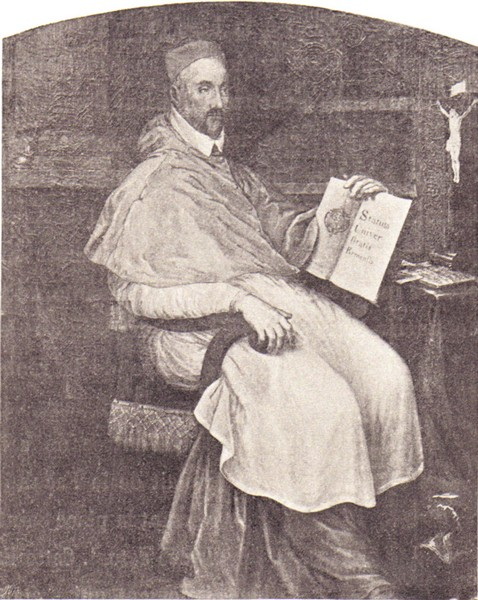
Charles de Lorraine;
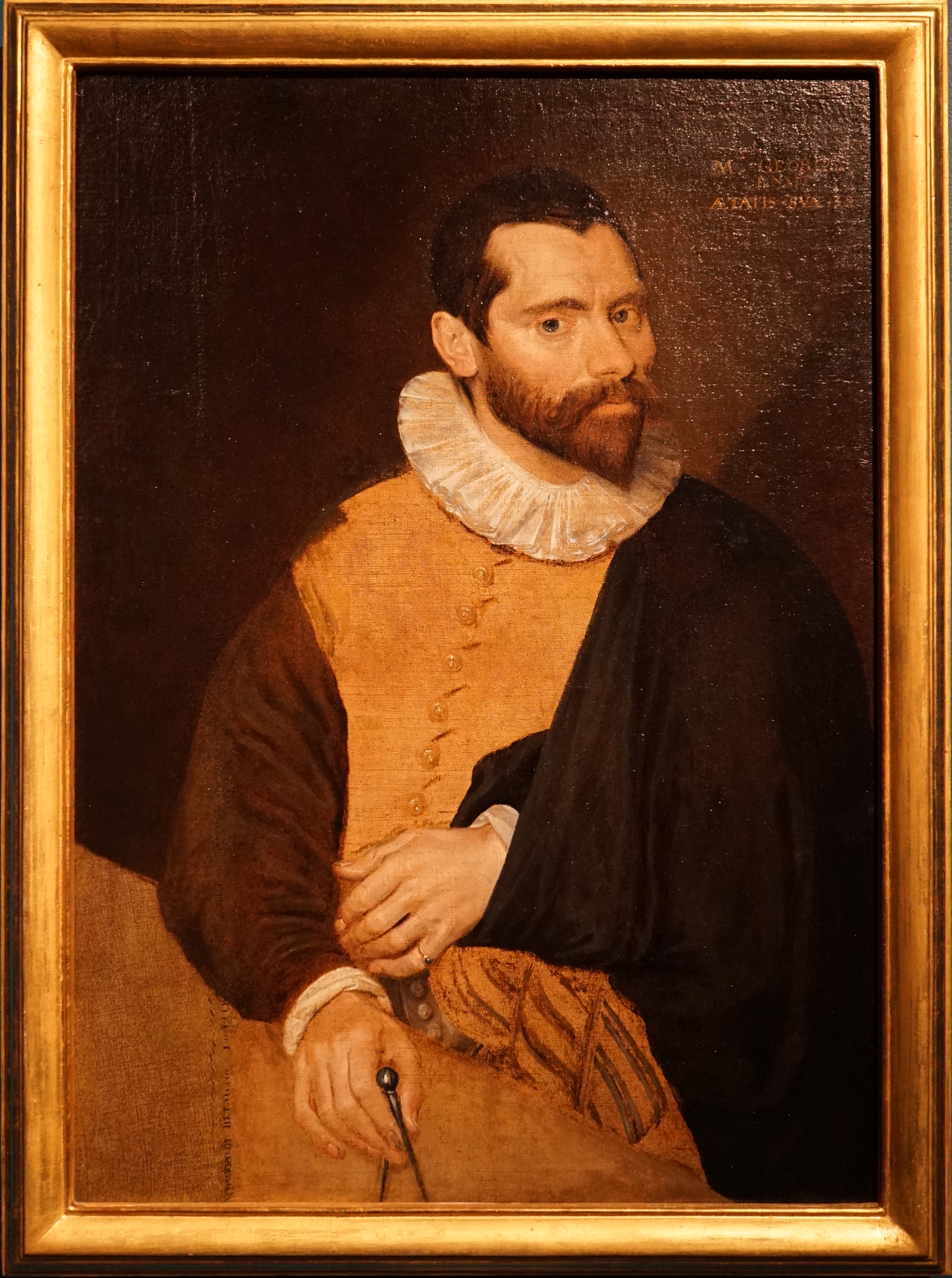
maître des arquebusiers Clicquot, 1593, musée des beaux-arts de Reims.